# Evangelische Kirche (Linnich)

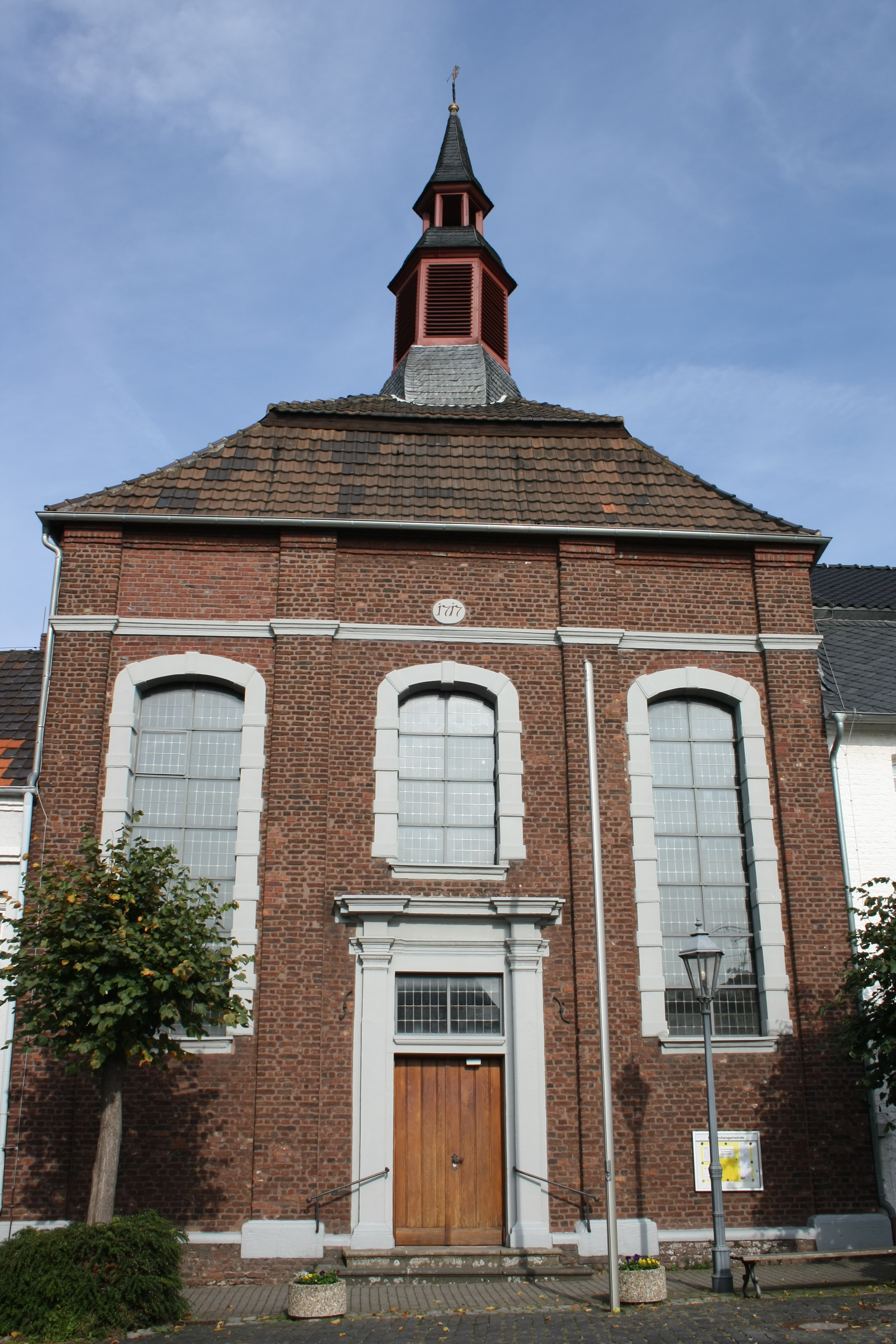
Evangelische Kirche in Linnich

Die Evangelische Kirche in Linnich, einer Stadt im Kreis Düren in Nordrhein-Westfalen, wurde von 1800 bis 1805 errichtet. Sie ist ein geschütztes Baudenkmal. Die Kirchengemeinde gehört zum Kirchenkreis Jülich der Evangelischen Kirche im Rheinland.

## Geschichte
Die Reformierten in Linnich besaßen wohl sehr früh eine Kirche, denn im Jahr 1626 wird von deren Zerstörung berichtet. Wahrscheinlich handelte es sich um das Haus Rother Lew am Kirchplatz. 1662 bekam die reformierte Gemeinde das Grundstück Altermarkt gestiftet und errichtete darauf eine Kirche. 1717 fand die Grundsteinlegung eines neuen Kirchenbaus statt, der bei Zerstörung der Stadt durch österreichische Truppen im Jahr 1794 ebenfalls ausbrannte. Von 1800 bis 1805 wurde die heutige Kirche errichtet.

## Architektur

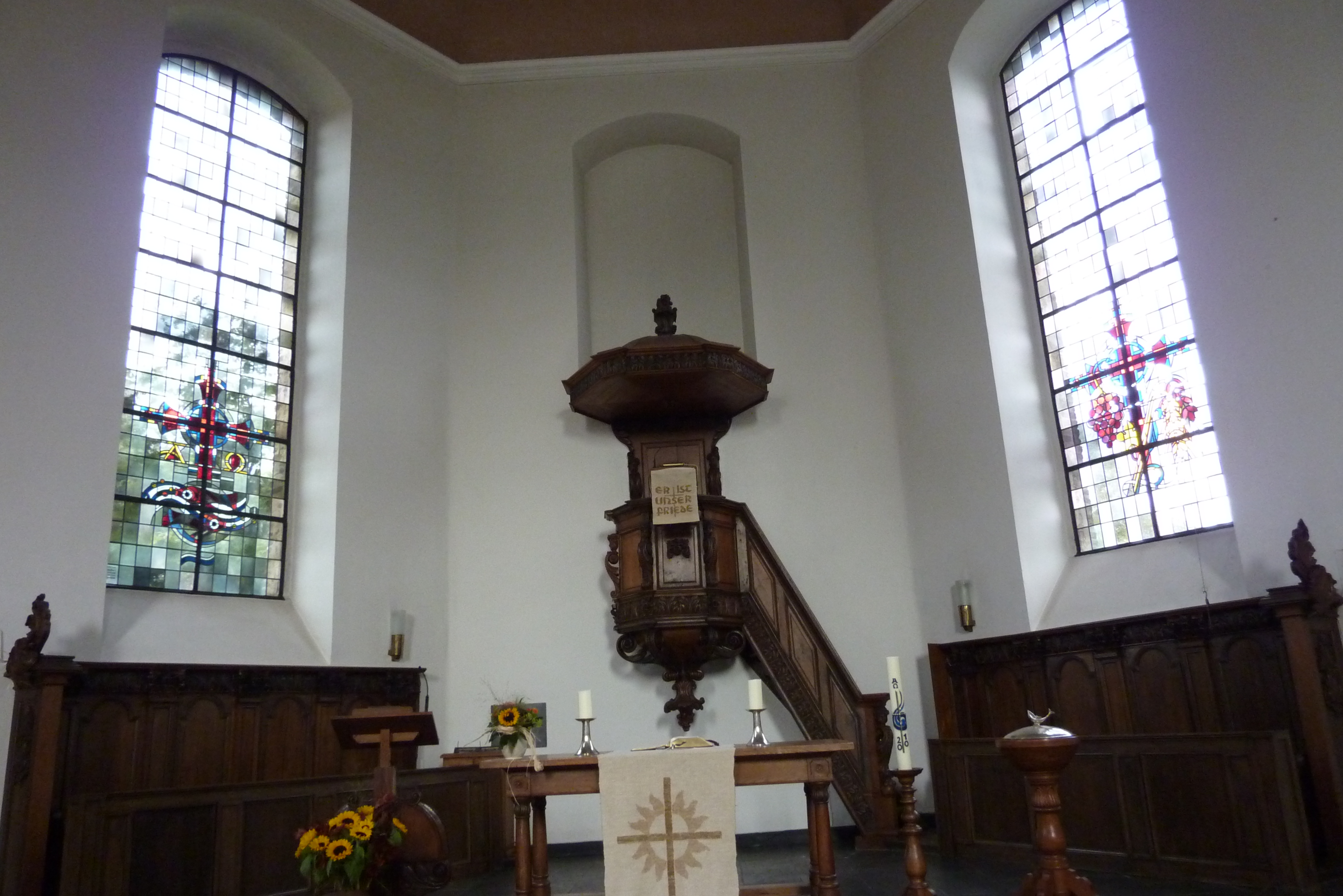
Altar und Kanzel

Die aus Backstein errichtete Saalkirche, schlicht nach reformiertem Denken gestaltet, passt sich in das Ensemble des Platzes ein. Das Portal und die Fenster sind mit Hausteinen eingefasst. Das Dach hat eine gebrochene Krüppelwalmform und wird von einem Dachreiter in gestreckter Kuppelform mit Spitzhaube bekrönt.

## Ausstattung
Die Kanzel, das Chorgestühl und die Orgel sind aus dunkler Eiche geschnitzt und reich mit Ornamenten verziert. Diese barocke Ausstattung stammt aus dem Kreuzherrenkloster Hohenbusch bei Erkelenz, das 1802 säkularisiert wurde. 1805 wurde die Ausstattung vom Aachener Bischof der reformierten Gemeinde in Linnich geschenkt. Nach den Zerstörungen im Zweiten Weltkrieg wurde die Kirche wieder in ihrer ursprünglichen Form hergestellt.

## Kirchenfenster

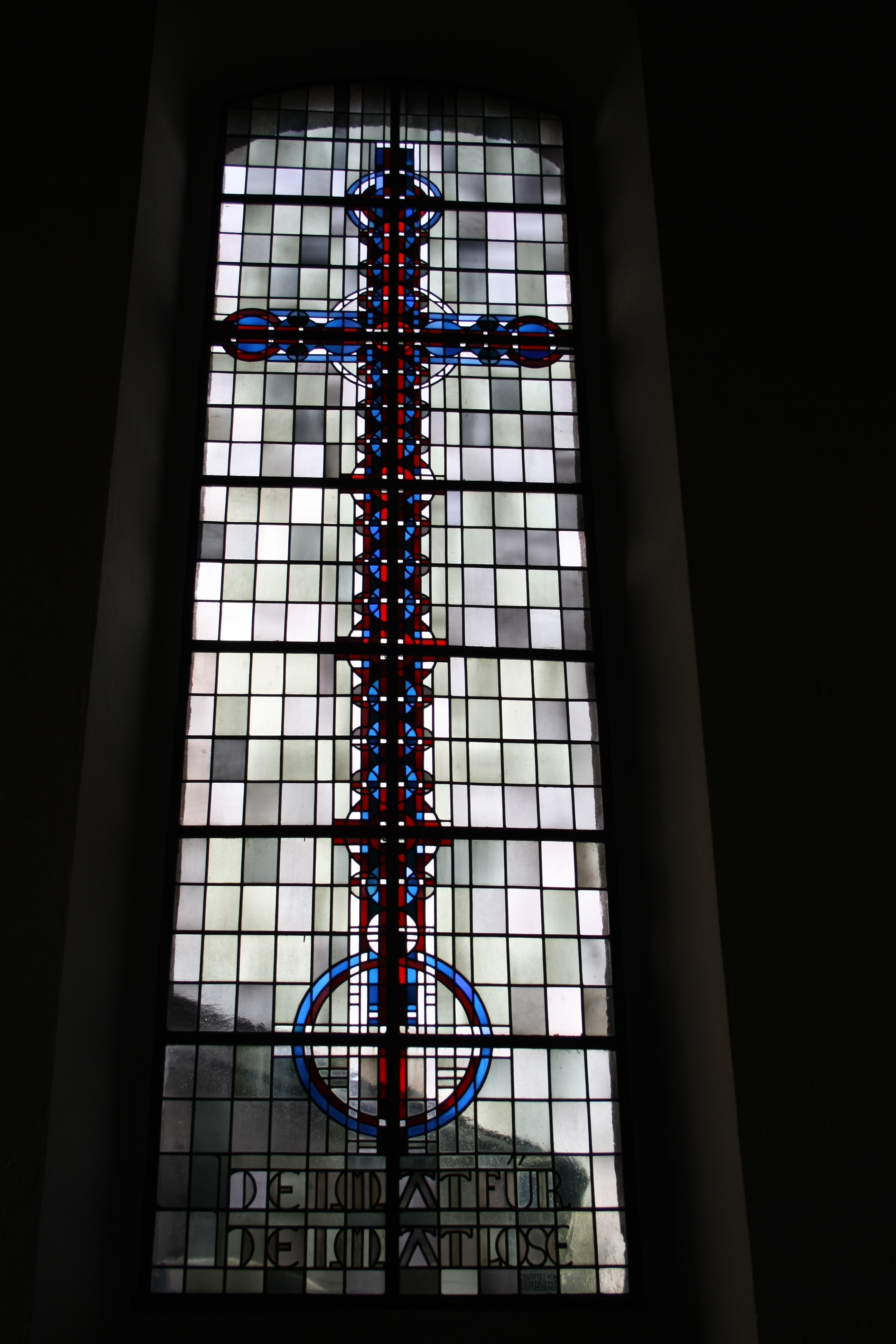
Fenster der Heimatvertriebenen

Die nach Kriegsende zugezogenen Heimatvertriebenen erhielten bei der Erneuerung der Bleiglasfenster ein Fenster, das an ihr Schicksal erinnern soll. Weitere Fenster, die ebenfalls von der Glasmalerei Oidtmann in Linnich gefertigt wurden, stellen symbolisch die Taufe und das Abendmahl dar (Chorfenster).

## Orgel
Die Orgel stammt ebenso wie die restliche Ausstattung der Kirche aus dem Kreuzherrenkloster Hohenbusch. Sie wurde 1764 von einem rheinischen Meister geschaffen. Die Orgel mit dem reich geschnitzten Gehäuse im Rokoko-Stil ist die älteste Orgel im Kreis Düren. Sie wurde 1955 durch die Orgelbaufirma Steinmeyer aus Oettingen nach den alten Vorlagen mit neuen Pfeifen versehen.
Aktuell hat sie folgende Disposition:
| I Manual C–c3 |     |
| Bordun        | 16′ |
| Praestant     | 8′  |
| Hohlflaut     | 8′  |
| Gamba         | 8′  |
| Octav         | 4′  |
| Nachthorn     | 4′  |
| Quint         | 3′  |
| Superoctav    | 2′  |
| Mixtur        | 1′  |
| Basson        | 16′ |
| Trompet       | 8′  |

| II Manual C–c3 |       |
| Hohlflaut      | 8′    |
| Flute trav.    | 8′    |
| Praestant      | 4′    |
| Flaut          | 4′    |
| Octav          | 2′    |
| Quinte         | 1 ⁄3′ |
| Cimbel         | 1⁄2′  |
| Crummhorn      | 8′    |

| Pedal C–d1   |     |
| Subbaß       | 16′ |
| Principalbaß | 8′  |
| Spitzgedeckt | 8′  |
| Octavbaß     | 4'  |
| Trompet      | 8′  |
| Posaune      | 16′ |

- Koppeln: II/I, I/P, II/P
- Tremulant